# 阿斯塔彭科冰川
70°40′S 163°0′E / 70.667°S 163.000°E
阿斯塔彭科冰川是南極洲的冰川，位於維多利亞地的彭內爾海岸，全長18公里，流經鮑爾斯山脈的斯塔尼克斯峰北坡，最終注入奧布灣，美國地質調查局根據測量和該國海軍的空中照片繪入地圖。